# Freaky (Film)
Freaky (Alternativtitel: Freaky – Körpertausch mit Blutrausch) ist eine US-amerikanische Horrorkomödie aus dem Jahr 2020 von Christopher B. Landon mit Kathryn Newton und Vince Vaughn. Im Film tauscht eine Jugendliche den Körper mit einem Serienkiller und hat nur 24 Stunden, um das rückgängig zu machen, bevor sie für immer in diesem Körper feststeckt.
Freaky hatte seine Weltpremiere beim Beyond Fest am 8. Oktober 2020 und wurde am 13. November 2020 von Universal Pictures in den USA im Kino veröffentlicht. In Deutschland erschien der Film am 24. Juni 2021 in den Kinos.
Der Film erhielt allgemein positive Kritiken von Kritikern, die die Leistungen von Newton und Vaughn, sowie die Mischung aus Horror und Komödie lobten.

## Handlung
Zu Beginn des Films werden vier Teenager brutal vom Serienmörder Blissfield Butcher ermordet, der anschließend einen uralten Dolch namens La Dola stiehlt.
Die 17-jährige Millie Kessler führt ein relativ unspektakuläres Leben an der Blissfield Valley High School. Für die populären Mitschüler ist sie ein beliebtes Opfer, ansonsten versucht sie sich mit ihren Freunden eher im Hintergrund zu halten und bis zum Schulabschluss durchzuhalten. Sie tritt am Homecoming-Footballspiel der Highschool als Maskottchen der Schule auf.
Als Millie in der Nähe der nun leeren Schule auf ihre Mutter wartet, da diese sie eigentlich abholen wollte, greift der Blissfield Butcher sie an. Er sticht Millie mit La Dola in die Schulter, woraufhin ein uralter Fluch ausgelöst wird und eine identische Wunde an seiner Schulter entsteht. Millies ältere Schwester Charlene, eine Polizistin, kommt hinzu und verjagt den Butcher. Die Polizei sammelt La Dola als Beweismittel ein und leitet eine Fahndung nach dem Angreifer ein.
Am nächsten Morgen entdecken der Serienmörder und Millie, dass sie ihre Körper getauscht haben. Beide machen sich auf den Weg zur Highschool. In der Schule tötet der Blissfield Butcher, der sich nun als Millie ausgibt, Millies größte Peinigerin Ryler, indem er sie in einen Kryotank im Umkleideraum der Mädchen sperrt. Er erkennt, dass sein unschuldiges Aussehen ihn unverdächtig erscheinen lässt und ermordet den Werklehrer Mr. Bernardi, einen weiteren von Millies Peinigern, mit einer Tischsäge.
Millie, nun im Körper des Serienmörders, findet ihre besten Freunde Nyla und Josh und beweist ihnen ihre wahre Identität, indem sie die Tanznummer des Schulmaskottchens aufführt und eine Reihe von persönlichen Fragen beantwortet. Nyla und Josh finden heraus, dass Millie den Butcher bis Mitternacht mit dem Dolch erstechen muss, sonst würde der Körpertausch dauerhaft sein.
Später am Nachmittag lockt der Butcher Millies Schwarm Booker zu einem Monster-Minigolfplatz, um ihn zu töten, aber Millie, Nyla und Josh kommen gerade noch rechtzeitig, um ihn zu retten. Millie schlägt sowohl den Butcher als auch Booker bewusstlos und sie und ihre Freunde bringen die beiden zu Joshs Haus. Nachdem sie den Butcher an einen Stuhl gefesselt haben, versuchen Millie und Nyla, Booker die Situation zu erklären. Booker lässt sich überzeugen, als Millie ihm ein Liebesgedicht vorträgt, das sie Wochen zuvor anonym an ihn geschrieben hat. Josh passt auf den Butcher auf, während Millie, Nyla und Booker zur Polizeiwache fahren, um La Dola zu holen. Nyla lockt die Polizistin Charlene davon, damit sie den Dolch stehlen kann. Draußen im Auto offenbart Booker, dass er Millie schon immer mochte und Millie erzählt, wie sehr sie die neu gewonnene Stärke und das Selbstvertrauen genießt, das sie im Körper des Schlächters spürt. Anschließend küssen sie sich, während Millie noch im Körper des Butchers steckt.
Der Serienmörder entkommt schließlich aus Joshs Haus und Charlene erwischt Nyla beim Diebstahl von La Dola. Noch im Auto sieht Millie wie der Butcher das Polizeirevier betritt und rennt ihm hinterher, aber Charlene versucht, sie festzuhalten, da sie von dem Körpertausch nichts weiß. Millie überwältigt Charlene und sperrt sie in eine Gefängniszelle, während der Butcher in einem Polizeiauto entkommt.
Beim Homecoming-Tanz der Blissfield Valley High School tötet der Butcher vier Football-Spieler, nachdem drei von ihnen versucht haben ihn zu vergewaltigen, weil sie ihn für Millie hielten und ein anderer Josh gewaltsam küsste. Als Mitternacht naht, findet Millie den Butcher, Nyla und Josh halten ihn fest. Millie ersticht den Butcher mit La Dola und sie wechseln zurück in ihre eigenen Körper, gerade als die Polizei den Butcher niederschießt. Später sprechen Millie und Booker darüber ein Paar zu werden und sie küssen sich wieder.
Nachdem er seinen Tod in einem Krankenwagen vorgetäuscht hat, folgt der Butcher Millie nach Hause und greift sie an, wobei er sich über ihre körperliche Schwäche und Angst lustig macht. Millie, Charlene und ihre Mutter kämpfen, um den Butcher zu überwältigen, aber Millie tötet ihn schließlich, indem sie ihn mit einem abgebrochenen Tischbein aufspießt.

## Auszeichnungen
MTV Movie & TV Awards 2021
- Nominierung für die Beste verängstigte Schauspielleistung (Vince Vaughn)[5]

Saturn-Award-Verleihung 2021
- Nominierung als Bester Horrorfilm